# Antoninus Pius-kolonnen
Antoninus Pius-kolonnen (latin: Columna Antonini Pii) var en kolonn på Marsfältet i antikens Rom. Den restes år 161 e.Kr. av kejsarna Marcus Aurelius och Lucius Verus för att hugfästa minnet av kejsar Antoninus Pius gudaförklarande. Kolonnen var av röd egyptisk granit och var 14,75 meter hög.
År 1703 återupptäcktes en del av kolonnen samt kolonnbasen vid Montecitorio. Efter att ha stått på Piazza di Montecitorio fördes basen till Vatikanmuseerna år 1787.

## Apoteos-reliefens ikonografi

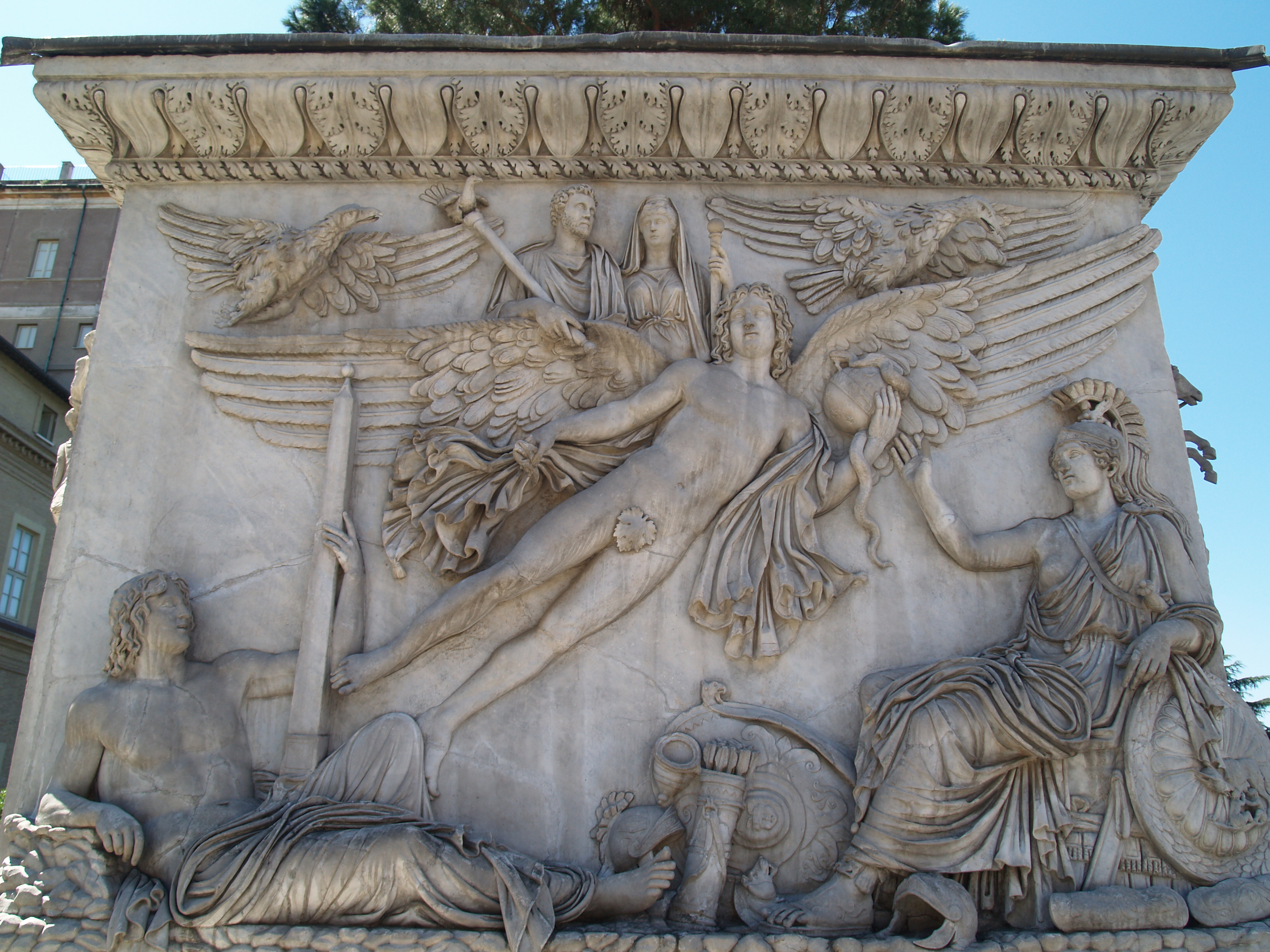
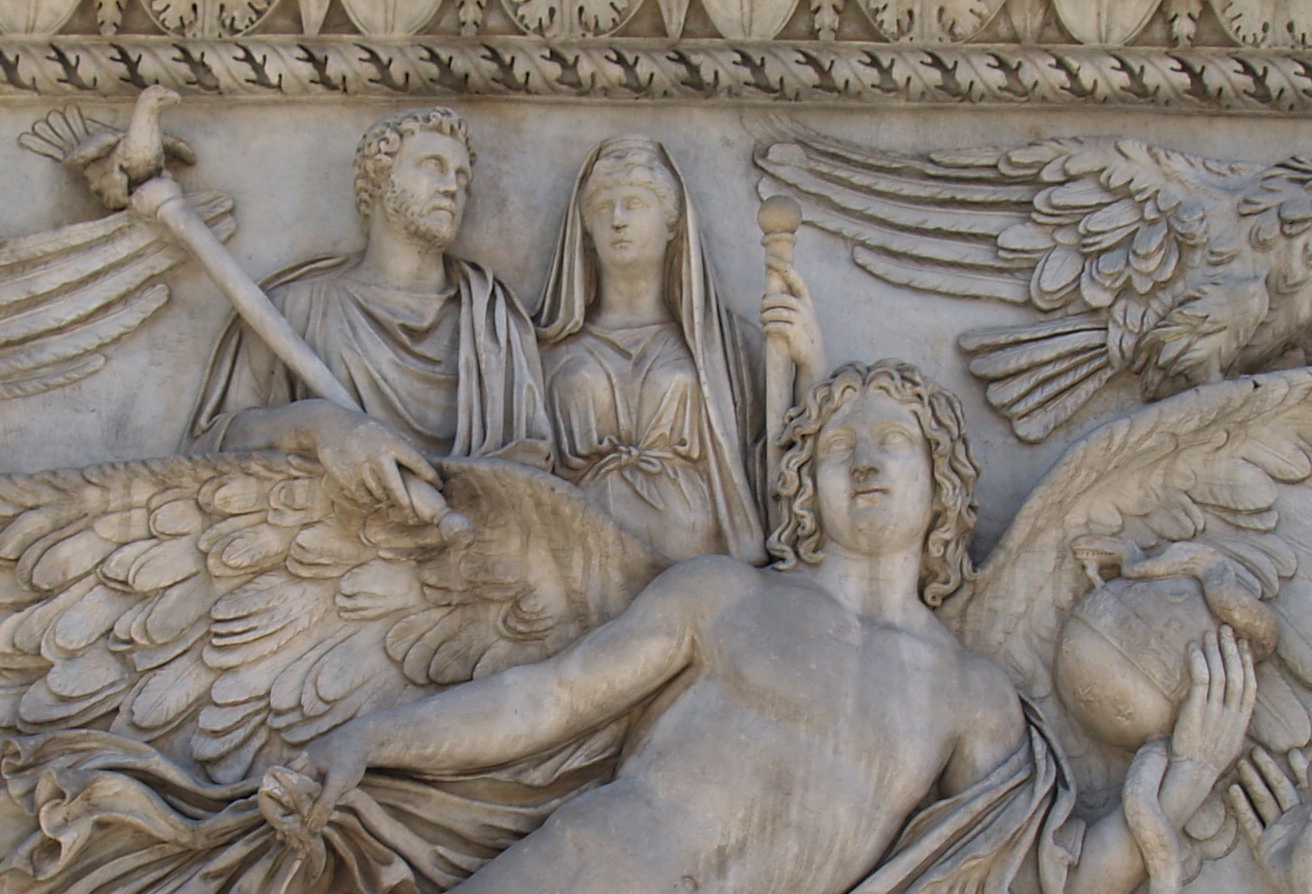
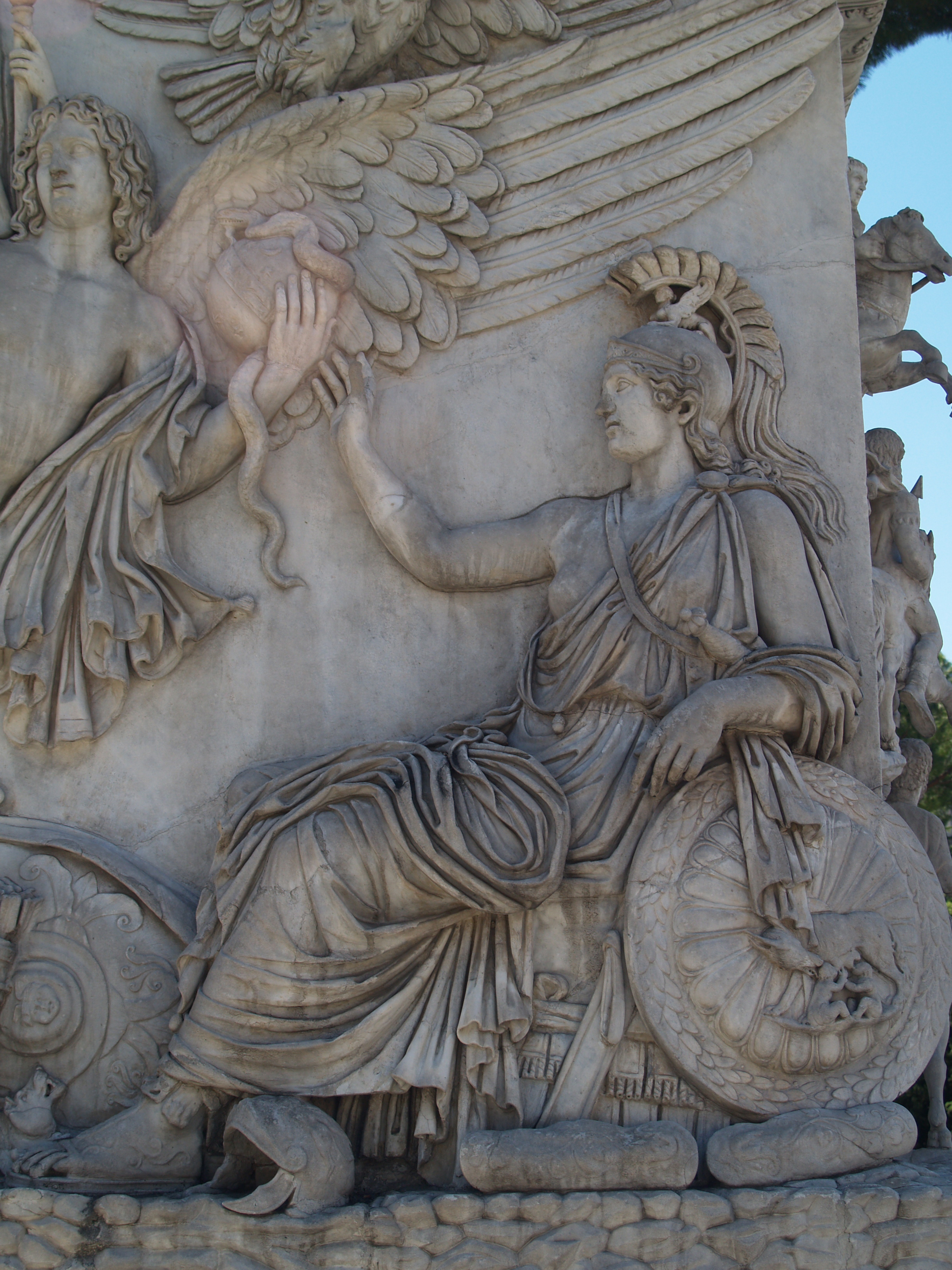

Kolonnbasens apoteos-relief visar hur Antoninus Pius (86–161 e.Kr.) och hans hustru, kejsarinnan Faustina (100–140 e.Kr.), förs till himlen av en bevingad genius, förmodligen Aion. Kejsaren håller i en örnkrönt spira, i likhet med Zeus. Mellan paret flyger två örnar, Zeus heliga fåglar. I nedre högra hörnet bjuds makarna farväl av Roma. På Romas sköld framställs Kapitolinska varginnan med de diande Romulus och Remus. I nedre vänstra hörnet ligger personifikationen av Campus Martius, hållande en obelisk. Det var på Campus Martius som kejsaren ceremoniellt blev gudaförklarad. Obelisken åsyftar Obelisco di Montecitorio, som kejsar Augustus ursprungligen lät resa på Campus Martius år 10 f.Kr.

## Bilder
| - Kolonnbasens frontrelief. - Inskriptionen: DIVO⋅ANTONINO⋅AVG⋅PIO / ANTONINVS⋅AVGVSTVS⋅ET / VERVS⋅AVGVSTVS⋅FILII. - Kolonnbasen. |